# イ・シオン
イ・シオン（이시언、1982年7月3日 - ）は、韓国の俳優。釜山広域市出身。ソウル芸術大学放送演芸科卒業。Story J Company所属。

## 来歴
大学で演劇を学びながら舞台に出演し無名時代が続くが、2009年にドラマ『チング 〜愛と友情の絆〜』のオーディションに合格し主役の一人に抜擢される。
2012年、ドラマ『応答せよ1997』で主要キャラクターのパン・ソンジェ役を演じ知名度を上げ、名脇役俳優として数々の作品に出演。
俳優業以外にも、2015年から2020年までバラエティ番組『私は一人で暮らす』に出演し、ギアン84、ヘンリー、ソンフンらとともに「愛しいおバカ4兄弟」と呼ばれお茶の間の人気者になる。
2016年10月、担当マネージャーが新しく立ち上げた企画会社「BSカンパニー」の所属俳優第1号となり、2019年からはBSカンパニーが新設した俳優マネジメント会社「Story J Company」に所属している。
2019年2月24日、日本で初めてファンミーティングを開催した。
コミカルなキャラクターを演じることが多いが、10年ぶりに主演を務めた映画『妻を殺した』ではシリアスな役に挑んだ。
2021年5月、舞台版の『完璧な他人』で演劇に初挑戦する。

## 人物
交友が広く、ナムグン・ミン、キム・ナムギル、FTISLANDのイ・ホンギ、RAINらと親友関係にある。
『応答せよ1997』の共演で出会ったソ・イングクとは俳優としてまだ売れてなかった当時励まし合った仲で、現在も親友関係が続いており、ソ・イングクはイ・シオンの紹介で2017年8月から同じ事務所に所属している。
2021年12月25日、女優のソ・ジスンと交際4年の末に結婚し、挙式を挙げた。

## 出演

### ドラマ
- チング 〜愛と友情の絆〜（2009年、MBC） - キム・ジュンホ 役
- ドクター・チャンプ（朝鮮語版）（2010年、SBS） - ホ・テグ 役
- パラダイス牧場（2011年、SBS） - イ秘書 役
- ペク・ドンス（2011年、SBS） - テフン 役
- ドクター・チャンプ（朝鮮語版）（2012年、MBN） - ワン・ソンハン 役
- キング 〜Two Hearts（2012年、MBC）
- 応答せよ1997（2012年、tvN） - パン・ソンジェ 役[13]
- いとしのソヨン（朝鮮語版）（2012年、KBS2） - お見合い相手
- サメ〜愛の黙示録〜（朝鮮語版）（2013年、KBS2） - キム・ドンス 役[14]
- 応答せよ1994（2013年、tvN） - パン・ソンジェ 役 ※特別出演[15]
- 貴婦人（朝鮮語版）（2014年、JTBC）- ユン・シンジュン 役[16]
- モダン・ファーマー（朝鮮語版）（2014年、SBS） -  ユ・ハンチョル 役[17]
- 一理ある愛（朝鮮語版）（2014年、SBS）
- キルミーヒールミー（2015年、MBC） - パク・ミンジェ 役
- ホグの愛（朝鮮語版）（2015年、tvN）  - シン・チョンジェ 役
- 純情に惚れる（朝鮮語版）（2015年、JTBC）  - オ・ウシク 役
- 深夜食堂fromソウル（2015年、SBS） - テス 役
- ステキな片想い （2015年、WEB）- ホ・ビン 役[18]
- リメンバー〜記憶の彼方へ〜（2015年、SBS） - アン・スボム 役[19]
- W-君と僕の世界-（2016年、MBC） - パク・スボン 役[20]
- 宇宙と星の恋（朝鮮語版） （2017年、MBC） - チョ・ヨンギ 役
- 貴婦人（朝鮮語版）（2017年、SBS） - パク・ギテ 役
- キム課長とソ理事 （2017年、KBS2） - パク・ヨンテク 役
- 猟奇的な彼女（2017年、SBS） - パク・セホ 役[21]
- 再会した世界（2017年、SBS) - シン・ホパン 役[22]
- マン・ツー・マン ～君だけのボディーガード～（朝鮮語版）（2017年、JTBC) - チ・セフン 役[23]
- 今日、妻やめます（朝鮮語版）（2017年、JTBC) - ポン・ミョンテ 役
- トゥー・カップス〜ただいま恋が憑依中!?〜（2017年、MBC) - ヨンパル 役[24]
- ロボットじゃない（2017年、MBC) ※特別出演
- ライブ～君こそが生きる理由～（朝鮮語版）（2018年、tvN） - カン・ナミル 役[25]
- プレーヤー（朝鮮語版）（2018年、OCN） - イム・ビョンミン 役[26][27]
- ウラチャチャワイキキ2（2019年、JTBC）※特別出演[28]
- アビス（2019年、tvN） - パク・ドンチョル 役[29]
- ホテルデルーナ 第3話（2019年、tvN） - 総支配人第2候補 役
- カンテク〜運命の愛〜（2019年、TV朝鮮） - ワル 役[30]
- 夕食、一緒に食べませんか?（2020年、MBC）
- あいつがそいつだ（朝鮮語版）（2020年、KBS2） - オ・シオン 役※特別出演[31]
- カイロス〜運命を変える1分〜（2020年、MBC） - パク・ギュヒョン 役
- 浮気したら死ぬ（2020年、KBS2） - チャン・スンチョル 役[32]
- ペントハウス2（2021年、SBS） - 刑事 役
- クレイジーラブ（2022年、KBS） - カン・ミン 役
- 美男堂の事件手帳（2022年、KBS2） - コ・ジュンパル 役
- 真剣勝負（2022年、KBS2）  - コ・ジュンド 役

### 映画
- 風林高（朝鮮語版）（2001年）
- カエル少年事件（2011年）
- パーフェクト・ゲーム（朝鮮語版）（2011年）
- 走れ、ソクジン（2012年）- ソクジン 役[33]
- カンチョリ オカンがくれた明日（朝鮮語版）（2013年）[34]
- 私の愛、私の花嫁（朝鮮語版）（2014年）
- 自転車王オム・ボクドン（朝鮮語版）（2019年）[35]
- 妻を殺した（朝鮮語版）（2019年） - ジョンホ 役[36]
- サーチアウト（朝鮮語版）（2020年）[37]

### 舞台
- 完璧な他人（2021年） - コジモ 役[38]

### バラエティ
- 3人の間抜け（2012年、tvN）[39]
- ラジオスター（2013年、MBC）[40]
- 僕らの日曜の夜－リアル入隊プロジェクト本物の男（2016年、MBC）[41]
- 一人で暮らす（2015年 - 2020年、MBC）[42][43]
- ソウルの田舎者（2020年、tvN）[44]

## 賞とノミネート

### 受賞
- 2017年「MBC芸能大賞 新人賞」
- 2019年「MBC芸能大賞 最優秀チームワーク賞」[45]

### ノミネート
- 2016年「SBS演技大賞 特別俳優賞」
- 2016年「MBC演技大賞 新人俳優賞」[46]
- 2016年「MBC演技大賞 ベストカップル賞 with キム・ウィソン」[47]
- 2016年「MBC芸能大賞 新人賞」
- 2017年「MBC演技大賞 優秀俳優賞」
- 2017年「SBS演技大賞 助演男優賞」
- 2019年「MBC芸能大賞 バラエティ部門最優秀優秀賞」
- 2020年「MBC芸能大賞 バラエティ部門最優秀優秀賞」